# Championnats d'Asie de cyclisme 2007
Navigation
Championnats d'Asie 2006 Championnats d'Asie 2008
Les Championnats d'Asie de cyclisme 2007 se sont déroulés du 3 au 10 septembre 2007 à Bangkok et Nakhon Ratchasima en Thaïlande.

## Résultats des championnats sur route

### Épreuves masculines
| Épreuves         | Or                         | Argent              | Bronze                        |
| ---------------- | -------------------------- | ------------------- | ----------------------------- |
| Course en ligne  | Takashi Miyazawa Japon     | Hossein Askari Iran | Chan Chun Hing Hong Kong      |
| Contre-la-montre | Evgeny Vakker Kirghizistan | Hossein Askari Iran | Vladimir Tuychiev Ouzbékistan |

### Épreuves féminines
| Épreuves         | Or               | Argent                    | Bronze                   |
| ---------------- | ---------------- | ------------------------- | ------------------------ |
| Course en ligne  | Meng Lang Chine  | Noor Azian Alias Malaisie | Gu Sun-geun Corée du Sud |
| Contre-la-montre | Li Meifang Chine | Lee Min-hye Corée du Sud  | Miho Oki Japon           |

## Résultats des championnats sur piste

### Épreuves masculines
| Épreuves               | Or                                         | Argent                                                        | Bronze                                                              |
| ---------------------- | ------------------------------------------ | ------------------------------------------------------------- | ------------------------------------------------------------------- |
| Keirin                 | Azizulhasni Awang Malaisie                 | Toshiaki Fushimi Japon                                        | Mahmoud Parash Iran                                                 |
| Kilomètre              | Li Wenhao Chine                            | Kang Dong-jin Corée du Sud                                    | Mohd Rizal Tisin Malaisie                                           |
| Vitesse individuelle   | Tsubasa Kitatsuru Japon                    | Kazunari Watanabe Japon                                       | Josiah Ng Malaisie                                                  |
| Vitesse par équipes    | Chine Feng Yong Lin Feng Zhang Lei         | Corée du Sud Kang Dong-jin Choi Lae-seon Park Soo-hyun        | Iran Farshid Farsinejadian Mahmoud Parash Hassan Ali Varposhti      |
| Poursuite individuelle | Hwang In-hyeok Corée du Sud                | Mehdi Sohrabi Iran                                            | Amir Zargari Iran                                                   |
| Poursuite par équipes  | Chine Li Wei Qu Xuelong Chen Libin Ma Teng | Iran Amir Zargari Alireza Haghi Hossein Nateghi Mehdi Sohrabi | Corée du Sud Jang Sun-jae Jang Chan-jae Hwang In-hyeok Kim Tae-gyun |
| Course aux points      | Feng Chun-kai Taipei chinois               | Kazuhiro Mori Japon                                           | Makoto Iijima Japon                                                 |
| Scratch                | Harrif Salleh Malaisie                     | Reona Sumi Japon                                              | Suphat Theerawanitchanan Thaïlande                                  |
| Américaine             | Corée du Sud Jang Sun-jae Jang Chan-jae    | Japon Makoto Iijima Kazuhiro Mori                             | Iran Mehdi Sohrabi Amir Zargari                                     |

### Épreuves féminines
| Épreuves               | Or                          | Argent                                   | Bronze                                         |
| ---------------------- | --------------------------- | ---------------------------------------- | ---------------------------------------------- |
| 500 mètres             | Hsiao Mei-yu Taipei chinois | Guo Shuang Chine                         | Uyun Muzizah Indonésie                         |
| Keirin                 | Zheng Lulu Chine            | Sakie Tsukuda Japon                      | Gu Sun-geun Corée du Sud                       |
| Vitesse individuelle   | Guo Shuang Chine            | Zheng Lulu Chine                         | Uyun Muzizah Indonésie                         |
| Vitesse par équipes    | Chine Guo Shuang Zheng Lulu | Indonésie Uyun Muzizah Santia Tri Kusuma | Thaïlande Jutatip Maneephan Wathinee Luekajorh |
| Poursuite individuelle | Lee Min-hye Corée du Sud    | Ha Seon-ha Corée du Sud                  | Satomi Wadami Japon                            |
| Course aux points      | Li Yan Chine                | Jamie Wong Hong Kong                     | Satomi Wadami Japon                            |
| Scratch                | Son Hee-jung Corée du Sud   | Gu Sun-geun Corée du Sud                 | Santia Tri Kusuma Indonésie                    |

## Référence
- (en) Cet article est partiellement ou en totalité issu de l’article de Wikipédia en anglais intitulé « 2007 Asian Cycling Championships » (voir la liste des auteurs).